# Dennis Chambers
Milton "Dennis" Chambers, ameriški bobnar, * 9. maj 1959, Baltimore, Maryland, ZDA.
Chambers je ameriški bobnar. Leta 2001 je bil sprejet v bobnarsko dvorano slavnih Modern Drummer.

## Zgodnje življenje
Chambers je začel bobnati pri štirih letih, v starosti šestih let pa je že igral po nočnih klubih v okolici Baltimora. Leta 1981 je postal studijski bobnar založbe Sugar Hill Label. Od takrat je igral na številnih albumih, ki so izšli pri tej založbi, vključno s skladbo "Rapper's Delight".
V intervjuju za medij Bonedo leta 2011, je Chambers kot svoje najljubše bobnarje naštel bobnarje kot so Clyde Stubblefield, Al Jackson Jr., Steve Gadd, Vinnie Colaiuta, Gary Husband, Jack Dejohnette, Billy Cobham, Buddy Rich, Elvin Jones, Roy Haynes in Tony Williams.

## Kariera
Leta 1978 se je, v starosti 18 let, pridružil skupini Parliament/Funkadelic, pri kateri je ostal do leta 1985. Leta 1986 se je pridružil skupini John Scofield band. Od takrat naprej je sodeloval s številnimi pomembnimi izvajalci jazz fusiona.
Sodeloval in snemal je z izvajalci kot so John Scofield, George Duke, Brecker Brothers, Carlos Santana, Parliament/Funkadelic, John McLaughlin, Niacin, Mike Stern, CAB, Greg Howe, Santana in številnimi drugimi. 
Igral je na turnejah Carlosa Santane, igral pa je tudi s svojo skupino Niacin.

## Oprema
Chambers uporablja in oglašuje bobne znamke Pearl, činele in udarjalke znamke Zildjian, LP percussion, elektroniko Ddrum ter opne znamke Evans Drumheads.

## Izbrana diskografija
| Leto | Izvajalec | Naslov                                             | Založba                |
| ---- | --- | -------------------------------------------------- | ---------------------- |
| 1983 | P-Funk All Stars | Live at the Beverly Theater in Hollywood           | Westbound Records      |
| 1986 | John Scofield | Blue Matter                                        | Gramavision Records    |
| 1987 | John Scofield | Loud Jazz                                          | Gramavision            |
| 1987 | John Scofield | Pick Hits Live                                     | Gramavision            |
| 1989 | Gary Thomas | By Any Means Necessary                             | JMT Records            |
| 1990 | Bill Evans Group (Bill Evans, Chuck Loeb, Jim Beard, Darryl Jones, Dennis Chambers)                                                      | Let the Juice Loose (Live at the Blue Note, Tokyo) | Bellaphon Records      |
| 1990 | Gary Thomas | While the Gate Is Open                             | JMT                    |
| 1991 | Dennis Chambers | Big City                                           | Glass House            |
| 1991 | Gary Thomas | The Kold Kage                                      | JMT                    |
| 1992 | Carl Filipiak Group (Carl Filipiak, Dennis Chambers, Paul Soroka, Jim Charlsen, Victor Williams, George Gray, Dave Fairall, Rod Daniels) | Right on Time                                      | Geometric              |
| 1992 | Petite Blonde (Bill Evans, Chuck Loeb, Mitchel Forman, Victor Bailey, Dennis Chambers)                                                   | Petite Blonde                                      | Lipstick               |
| 1992 | Brecker Brothers | Return of the Brecker Brothers                     | GRP Records            |
| 1992 | Dennis Chambers | Getting Even                                       | Glass House            |
| 1993 | Graffiti (Dennis Chambers, Haakon Graf, Gary Grainger, Ulf Wakenius)                                                                     | Good Groove                                        | ESC                    |
| 1993 | Charles Blenzig, Mike Stern, Will Lee, Alex Foster, Dennis Chambers, Manolo Badrena, Michael Brecker)                                    | Say What You Mean                                  | Big World              |
| 1994 | John McLaughlin & the Free Spirits | Tokyo Live                                         | Japan Import           |
| 1995 | Steely Dan | Alive in America                                   | Giant Records          |
| 1997 | John McLaughlin, Gary Thomas | The Heart of Things                                | Verve/Universum        |
| 1999 | Victor Bailey | Low Blow                                           | ESC                    |
| 2000 | John McLaughlin | The Heart of Things / Live in Paris                | Polygram Records       |
| 2000 | CAB | CAB                                                | Tone Center Records    |
| 2001 | CAB | CAB 2                                              | Tone Center            |
| 2001 | Brett Garsed, T. J. Helmerich, Gary Willis, Scott Kinsey                                                                                 | Uncle Moe's Space Ranch                            | Tone Center            |
| 2003 | CAB | CAB 4                                              | Tone Center            |
| 2002 | Dennis Chambers | Outbreak                                           | Esc                    |
| 2003 | Greg Howe, Victor Wooten, Dennis Chambers                                                                                                | Extraction                                         | Tone Center            |
| 2003 | Biréli Lagrène, Dominique Di Piazza, Dennis Chambers                                                                                     | Front Page                                         | Sunny Side Records     |
| 2006 | Dennis Chambers | Planet Earth                                       | BHM                    |
| 2006 | Dennis Chambers, Jeff Berlin, David Fiuczynski, T Lavitz                                                                                 | Boston T Party                                     | Tone Center            |
| 2006 | True Spirit John Grant, Victor Williams, Dennis Chambers, Najee                                                                          | True Spirit                                        | Independent release    |
| 2007 | Carl Filipiak Group | I Got Your Mantra                                  | Art of Life Records    |
| 2007 | Maceo Parker WDR Big Band Cologne, Michael Abene conductor, Rodney "Skeet" Curtis (bas)                                                  | Roots and Grooves                                  | Heads Up International |
| 2007 | Brett Garsed, T. J. Helmerich, Gary Willis, Scott Kinsey                                                                                 | Moe's Town (Uncle Moe's Space Ranch)               | Tone Center            |
| 2008 | Paul Hanson | Frolic in the Land of Plenty                       | Abstract Logix Records |
| 2009 | Dean Brown | DBIII: Live at the Cotton Club Tokyo               | BHM records            |
| 2009 | Tony Bunn | Small World                                        | ATP Records Group      |
| 2010 | Greg Howe, Tetsuo Sakurai, Dennis Chambers                                                                                               | Vital World                                        | Abstract Logix         |